# Bilanciere kambered
Il bilanciere kambered, chiamato anche bilanciere curvo EZ, è un attrezzo usato nelle palestre per allenare in modo particolare i bicipiti e i tricipiti. Consiste in una barra d'acciaio, generalmente lunga 120 centimetri dal peso di circa 7 kg, con la presa curva; presenta inoltre un diametro di 25 millimetri con chiusura con vite.
Fondamentale la sua struttura che svolge la funzione di non sovraccaricare l'avambraccio, con conseguente diminuzione del rischio d'infortunio.

## Tipi di esercizi

### Preacher curl

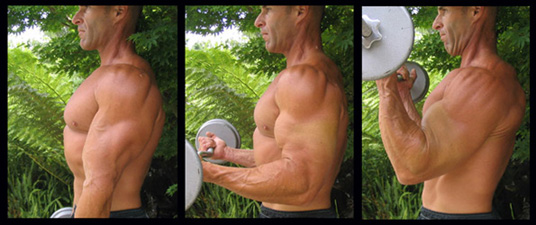
Curl eseguito con bilanciere curvo kambered

Il preacher curl (lett. "distensione del predicatore") è uno degli esercizi più conosciuti e praticati nel modo del culturismo reso celebre da Arnold Schwarzenegger. È il principale esercizio per allenare i bicipiti.
Per eseguirlo occorre mettersi in posizione eretta, con il busto in posizione verticale, e afferrare la barra prendendo la maglia interna più vicina circa alla larghezza delle spalle; il palmo delle mani deve essere rivolto in avanti. Restando con le braccia ferme bisogna sollevare la barra con il peso in avanti e quindi contrarre il bicipite mentre si espira; è importante non muovere gli avambracci. Il movimento deve essere eseguito fino a quando i bicipiti non siano contratti del tutto e la barra sia arrivata all'altezza delle spalle, quindi gli avambracci sono rivolti verso il soffitto (in una posizione poco più che verticale); successivamente bisogna tirare lentamente la barra e in questo momento è indispensabile contrarre molto duramente il bicipite. Quindi si deve portare il bilanciere nella posizione di partenza e inspirare in questa situazione.

### French press

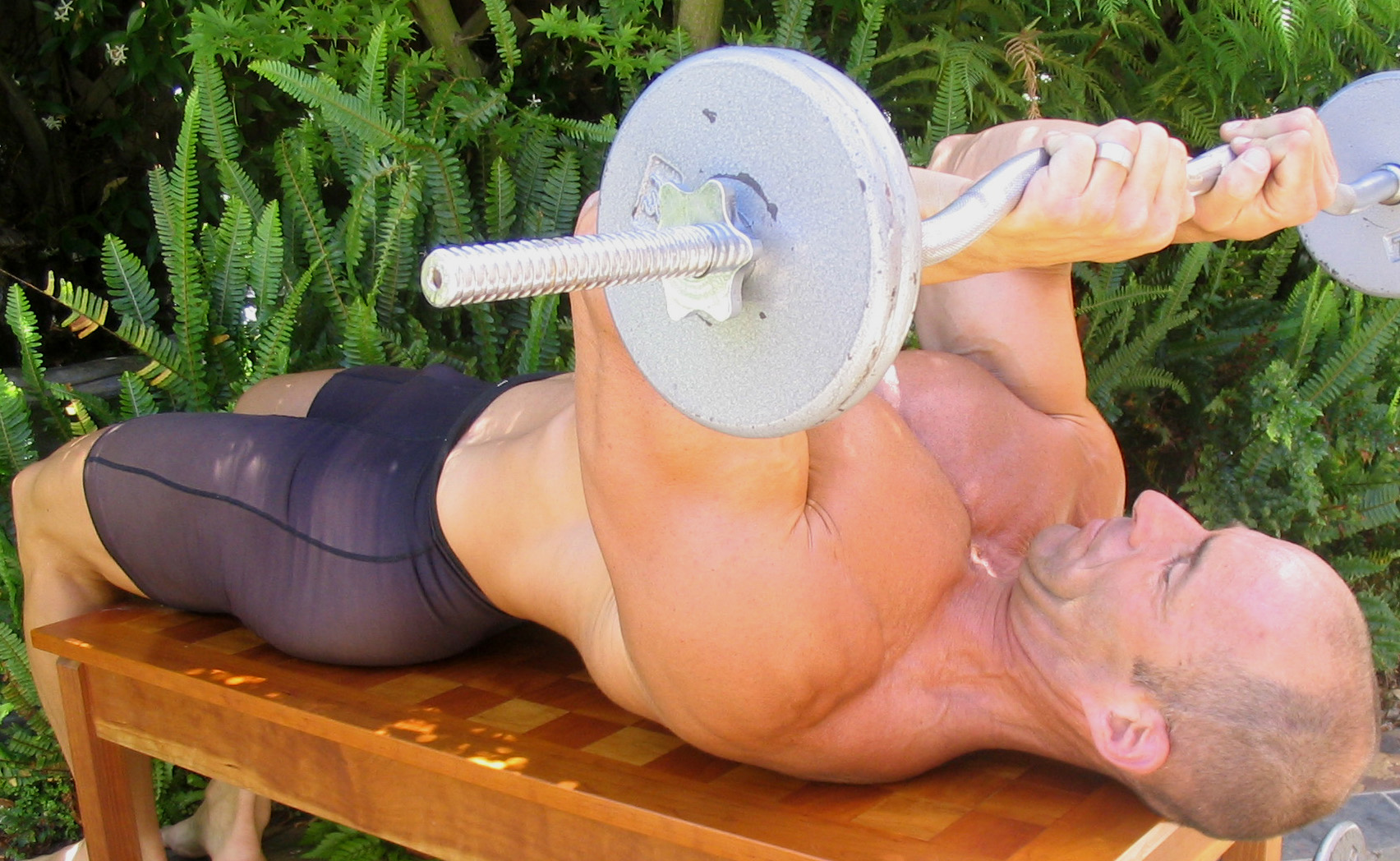
French press eseguito con bilanciare kambered

Per svolgere l'esercizio bisogna distendersi, afferrare il bilanciere tenendo i palmi delle mani rivolti verso i piedi e distendere le braccia verso l'alto portando il bilanciere sopra il petto; è importante piegare le braccia verso la testa mantenendo i gomiti fermi e non bisogna portare i gomiti all'indietro. Il bilanciere deve essere abbassato in direzione del pavimento e alla fine bisogna riportare il bilanciere verso l'alto nella posizione di partenza. Mantenendo fissi i gomiti si isolano i tricipiti e di conseguenza si esegue correttamente l'esercizio.